# Oreocharis tubicella
Oreocharis tubicella är en tvåhjärtbladig växtart som beskrevs av Adrien René Franchet. Oreocharis tubicella ingår i släktet Oreocharis och familjen Gesneriaceae. Inga underarter finns listade i Catalogue of Life.